# 茅家琦
茅家琦（1927年2月—），江苏镇江人，中国历史学家，南京大学教授。研究领域为中国近代史、太平天国史、当代台湾史等。

## 生平
1947年考入國立中央大学。1951年毕业于南京大学经济系，并留校任教。1964年曾发表文章反驳戚本禹的《评忠王李秀成自述》，后遭到迫害。现任中华人民共和国教育部社会科学委员会历史学部委员、江苏省文史研究馆馆员。

## 出版物

### 太平天国史
- 《太平天国兴亡史》
- 《太平天国对外关系史》
- 《太平天国与列强》
- 《郭著〈太平天国史事日志〉校补》
- 《太平天国通史》

### 其他
- 《中国国民党史》（上下册）
- 《思想文化与社会发展》，南京大學出版社，2010年
- 《桑榆读史笔记：认识论、人生论与中国近代史》，南京大學出版社，2012年
- 《历史与思想论集》
- 《南雍咏史》，南京出版社，2017年
- 《孙中山评传》
- 《蔣經國的一生和他的思想演變》，臺灣商務印書館，2003年
- 《实证功夫与思辨精神》，南京大學出版社，2008年
- 《李国鼎与台湾财经》，福建人民出版社，1998年
- 《晚清史论》